# Agenda homoseksualna
Agenda homoseksualna (ang. homosexual agenda) – termin wprowadzony przez środowiska chrześcijańskiej prawicy (głównie w Stanach Zjednoczonych) jako dyskredytujące określenie na promowanie akceptacji i normalizacji nieheteroseksualnych orientacji i związków. Termin dotyczy działań mających na celu zmianę regulacji prawnych i polityki rządowej w kwestiach związanych z prawami osób LGBT, takich jak małżeństwa osób tej samej płci i cywilne związki partnerskie, adopcja dzieci przez osoby LGBT, uznanie orientacji seksualnej za kategorię chronioną prawami obywatelskimi, udział osób LGBT w wojsku, włączanie historii i tematów LGBT do edukacji publicznej, wprowadzenie przepisów przeciwdziałających prześladowaniu w celu ochrony nieletnich osób LGBT. Ponadto określenie to jest używane przez konserwatystów i inne środowiska na oznaczenie rzekomych celów aktywistów na rzecz praw osób LGBT, takich jak werbowanie heteroseksualistów do tego, co konserwatyści nazywają „homoseksualnym stylem życia”. Domniemana „agenda homoseksualna” bywa określana jako forma spisku przeciwko społeczeństwu.

## Nazewnictwo

### Pochodzenie i stosowanie określenia w USA
Esej zatytułowany The Overhauling of Straight America z 1987 roku, autorstwa Marshalla Kirka i Huntera Madsena, przedstawia sześciopunktowy plan kampanii, który został po raz pierwszy opublikowany w magazynie Guide.
1. Mów o gejach i homoseksualizmie tak głośno i tak często, jak to jest możliwe.
2. Pokazuj gejów jako ofiary, nie jako agresorów.
3. Daj swoim obrońcom pretekst do działania.
4. Pokazuj gejów tylko dobrze.
5. Pokazuj przeciwników tylko źle.
6. Zabiegaj o fundusze: pieniądz nie śmierdzi[9][10].

Para autorów rozwinęła swoją argumentację w książce After the Ball: How America Will Conquer Its Fear and Hatred of Gays in the '90s z 1989 roku. W książce tej nakreślono strategię public relations dla ruchu LGBT. Argumentuje ona, że po fazie wyzwolenia gejów w latach 70. i 80. grupy działające na rzecz praw gejów powinny przyjąć bardziej profesjonalne techniki PR, aby przekazać swoje przesłanie. Książka ta jest często opisywana negatywnie przez konserwatystów jako ważna dla sukcesu Ruchu LGBT w latach 90. i jako część rzekomej agendy homoseksualnej.
W Stanach Zjednoczonych określenie the gay agenda zostało spopularyzowane przez serię nagrań wideo wyprodukowanych przez ewangelicką grupę religijną Springs of Life Ministries w Kalifornii i rozpowszechnionych przez wiele organizacji chrześcijańskiej prawicy, z których pierwszy został nazwany The Gay Agenda i został wydany w 1992 roku. Paul Cameron pojawił się w tym filmie, w którym stwierdził, że 75 procent gejów regularnie spożywa kał oraz że 70–78 procent z nich miało chorobę przenoszoną drogą płciową. Wkrótce potem ukazały się trzy inne publikacje wideo: The Gay Agenda in Public Education (1993), The Gay Agenda: March on Washington (1993) i następnie Stonewall: 25 Years of Deception (1994). Filmy zawierały wywiady z przeciwnikami praw LGBT, a seria została udostępniona za pośrednictwem prawicowych organizacji chrześcijańskich.

## Reakcje

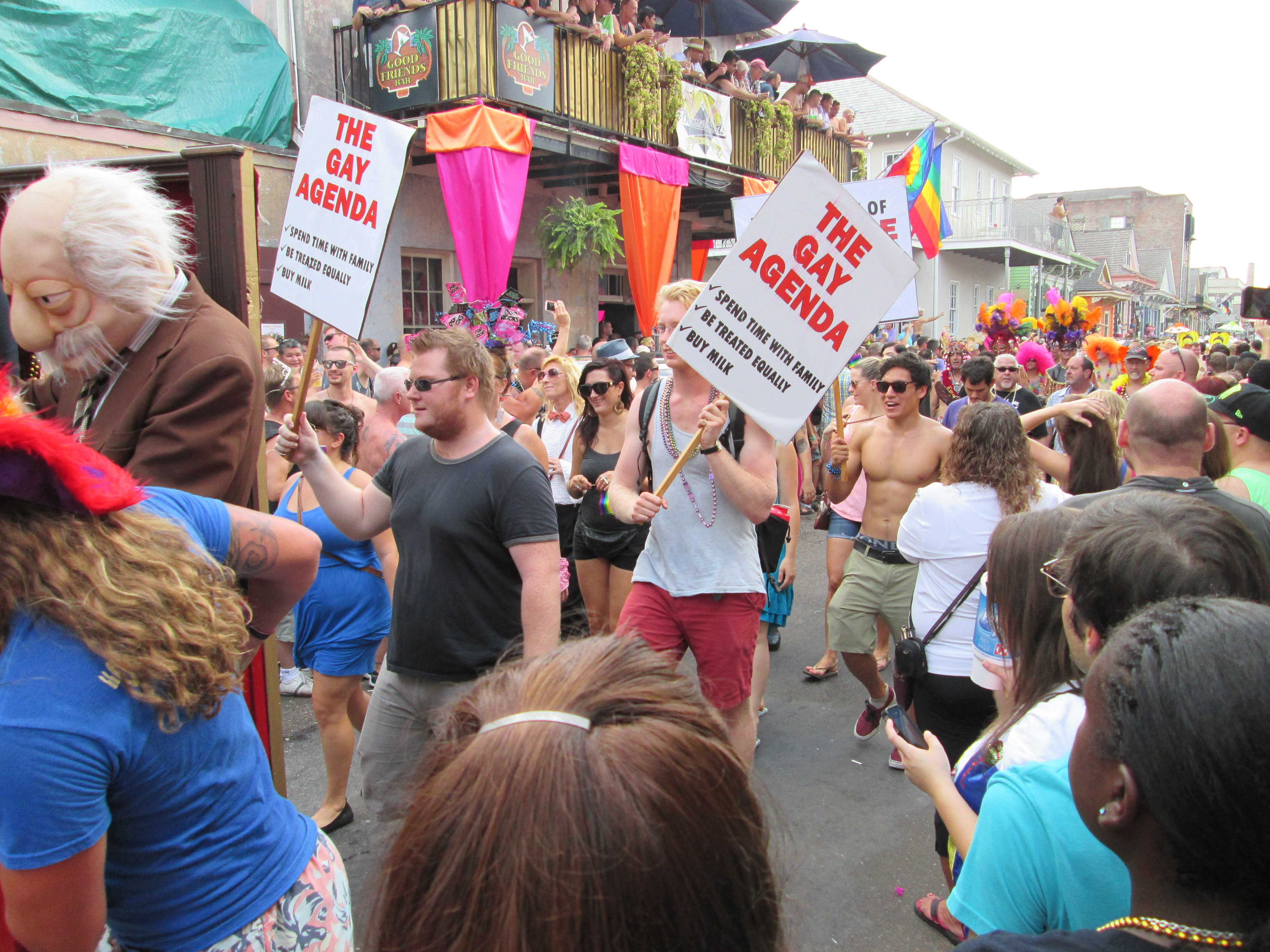
Satyryczny napis na paradzie równości: „Homoseksualna agenda:
– Spędzać czas z rodziną.
– Być traktowanym równo.
– Kupić mleko.”

The Gay & Lesbian Alliance Against Defamation (GLAAD) opisuje to określenie jako „retoryczny wynalazek antygejowskich ekstremistów dążących do stworzenia klimatu strachu poprzez przedstawienie pogoni za prawami obywatelskimi dla osób LGBT jako złowieszczego”, a komentatorzy zwrócili uwagę na całkowity brak realizmu i wiarygodności idei agendy homoseksualnej jako takiej. Takie kampanie oparte na domniemanej „agendzie gejowskiej” zostały opisane przez badaczy i krytyków jako propaganda antygejowska. GLAAD opisuje łączenie homoseksualizmu z pedofilią lub wykorzystywaniem dzieci jako próbę „insynuacji, że lesbijki i geje stanowią zagrożenie dla społeczeństwa, dla rodzin, a w szczególności dla dzieci”. GLAAD uważa wypowiedzi łączące pedofilię i homoseksualizm za zniesławiające, szkodliwe i całkowicie nieprawdziwe. Niektórzy autorzy ujmują określenie „gejowska agenda” jako pejoratywne.

Na konferencji prasowej w dniu 22 grudnia 2010 r. reprezentant USA Barney Frank powiedział, że „agenda gejowska” polega na tym:
by być chronionym przed brutalnymi przestępstwami napędzanymi przez bigoterię, by móc wziąć ślub, by móc dostać pracę i by móc walczyć o swój własny kraj. Dla tych, którzy martwią się o radykalny program homoseksualny, pozwólcie, że zwrócę im uwagę. Dwa z głowy, dwa przed nami.